# 日劇學院賞最佳劇本
日劇學院賞最佳劇本是由日本電視情報週刊《The Television》所舉辦的日本電視劇評鑑活動，旨在獎勵日本電視劇中有傑出表現的編劇作品。

## 得獎者及提名名單
|  | 獲獎者               |
|  | 獲獎者(無其他提名者) |
|  | 提名者               |

| 年份                                     | 姓名                                                       | 劇名                                  |
| ---------------------------------------- | ---------------------------------------------------------- | ------------------------------------- |
| 1994 (春季) 第1回                        | 三谷幸喜                                                   | 《警部補・古畑任三郎》                |
| 1994 (夏季) 第2回                        | 野島伸司                                                   | 《人間失格～假如我死的話》            |
| 1994 (秋季) 第3回                        | 鎌田敏夫                                                   | 《29歲的聖誕節》                      |
| 1995 (冬季) 第4回                        | 大石靜                                                     | 《遲來的春天》                        |
| 1995 (春季) 第5回                        | 三谷幸喜                                                   | 《奇蹟餐廳》                          |
| 1995 (夏季) 第6回                        | 北川悅吏子                                                 | 《跟我說愛我》                        |
| 1995 (秋季) 第7回                        | 野島伸司                                                   | 《未成年》                            |
| 1996 (冬季) 第8回                        | 小山內美江子                                               | 《3年B組金八先生》                    |
| 1996 (冬季) 第8回                        | 三谷幸喜                                                   | 《古畑任三郎 第2部》                  |
| 1996 (春季) 第9回                        | 北川悅吏子                                                 | 《長假》                              |
| 1996 (夏季) 第10回                       | 遊川和彥                                                   | 《白晝之月》                          |
| 1996 (秋季) 第11回                       | 山田太一                                                   | 《請到我家裡來》                      |
| 1997 (冬季) 第12回                       | 君塚良一                                                   | 《大搜查線》                          |
| 1997 (春季) 第13回                       | 山田太一                                                   | 《長不齊的蘋果們4》                   |
| 1997 (夏季) 第14回                       | 岡田惠和                                                   | 《海灘男孩》                          |
| 1997 (秋季) 第15回                       | 野澤尚                                                     | 《青鳥》                              |
| 1998 (冬季) 第16回                       | 野島伸司                                                   | 《聖者的行進》                        |
| 1998 (春季) 第17回                       | 橋本裕志、高橋留美                                         | 《庶務二課》                          |
| 1998 (夏季) 第18回                       | 淺野妙子                                                   | 《神啊！請多给我一點時間》            |
| 1998 (秋季) 第19回                       | 野澤尚                                                     | 《沉睡的森林》                        |
| 1999 (冬季) 第20回                       | 西荻弓繪                                                   | 《繼續》                              |
| 1999 (春季) 第21回                       | 三谷幸喜                                                   | 《古畑任三郎第3部》                   |
| 1999 (夏季) 第22回                       | 岡田惠和                                                   | 《她們的時代》                        |
| 1999 (秋季) 第23回                       | 野澤尚                                                     | 《冰的世界》                          |
| 2000 (冬季) 第24回                       | 北川悅吏子                                                 | 《美麗人生》                          |
| 2000 (春季) 第25回                       | 宮藤官九郎                                                 | 《池袋西口公園》                      |
| 2000 (夏季) 第26回                       | 三谷幸喜                                                   | 《不平凡的勇氣》                      |
| 2000 (秋季) 第27回                       | 君塚良一                                                   | 《戀愛症候群》                        |
| 2001 (冬季) 第28回                       | 大森美香                                                   | 《叫她第一名》                        |
| 2001 (春季) 第29回                       | 內館牧子                                                   | 《再見舊情人》                        |
| 2001 (夏季) 第30回                       | 岡田惠和                                                   | 《NHK晨間劇｜水姑娘》                 |
| 2001 (秋季) 第31回                       | 野澤尚                                                     | 《水曜日的愛情》                      |
| 2002 (冬季) 第32回                       | 宮藤官九郎                                                 | 《木更津貓眼》                        |
| 2002 (春季) 第33回                       | 北川悅吏子                                                 | 《從天而降億萬顆星星》                |
| 2002 (夏季) 第34回                       | 龍居由佳里                                                 | 《不需要愛情的夏天》                  |
| 2002 (秋季) 第35回                       | 岡田惠和                                                   | 《獻花給倉鼠》                        |
| 2003 (冬季) 第36回                       | 橋部敦子                                                   | 《我的生存之道》                      |
| 2003 (春季) 第37回                       | 宮藤官九郎                                                 | 《我的老婆是男人》                    |
| 2003 (夏季) 第38回                       | 吉田紀子                                                   | 《小孤島大醫生》                      |
| 2003 (秋季) 第39回                       | 宮藤官九郎                                                 | 《曼哈頓愛情故事》                    |
| 2004 (冬季) 第40回                       | 橋部敦子                                                   | 《我和她們的生存之道》                |
| 2004 (春季) 第41回                       | 北川悅吏子                                                 | 《Orange Days》                       |
| 2004 (夏季) 第42回                       | 森下佳子                                                   | 《在世界中心呼喊愛》                  |
| 2004 (秋季) 第43回                       | 三谷幸喜                                                   | 《NHK大河劇｜新選組！》               |
| 2005 (冬季) 第44回                       | 福田靖                                                     | 《急診室女醫生》                      |
| 2005 (春季) 第45回                       | 宮藤官九郎                                                 | 《虎與龍》                            |
| 2005 (夏季) 第46回                       | 遊川和彥                                                   | 《女王的教室》                        |
| 2005 (秋季) 第47回                       | 木皿泉                                                     | 《改造野豬妹》                        |
| 2006 (冬季) 第48回                       | 佐藤志麻子                                                 | 《非關正義》                          |
| 2006 (春季) 第49回                       | 井上由美子                                                 | 《街頭律師》                          |
| 2006 (春季) 第49回                       | 荒井修子、瀧本智行                                         | 《垃圾律師》                          |
| 2006 (夏季) 第50回                       | 尾崎將也                                                   | 《熟男不結婚》                        |
| 2006 (夏季) 第50回                       | 宮藤官九郎                                                 | 《我是主婦》                          |
| 2006 (夏季) 第50回                       | 大森美香                                                   | 《My Boss My Hero》                   |
| 2006 (秋季) 第51回                       | 橋部敦子                                                   | 《我的人生路》                        |
| 2006 (秋季) 第51回                       | 井上由美子                                                 | 《14歲小媽媽》                        |
| 2006 (秋季) 第51回                       | 大石靜                                                     | 《NHK大河劇｜功名十字路》             |
| 2007年 第52回冬季日劇學院賞 停頒最佳劇本 |                                                            |                                       |
| 2007 (春季) 第53回                       | 坂元裕二                                                   | 《我們的教科書》                      |
| 2007 (春季) 第53回                       | 金子茂樹                                                   | 《求婚大作戰》                        |
| 2007 (春季) 第53回                       | 岡田惠和                                                   | 《料理新鮮人》                        |
| 2007 (夏季) 第54回                       | 荒井修子、渡邊千穗                                         | 《父女變變變》                        |
| 2007 (夏季) 第54回                       | 根津理香                                                   | 《LIFE》                              |
| 2007 (夏季) 第54回                       | 井上由美子                                                 | 《新街頭律師》                        |
| 2007 (秋季) 第55回                       | 福田靖、古家和尚、松本歐太郎                               | 《破案天才伽利略》                    |
| 2007 (秋季) 第55回                       | 林宏司                                                     | 《醫龍2》                             |
| 2007 (秋季) 第55回                       | 大森壽美男                                                 | 《NHK大河劇｜風林火山》               |
| 2008 (冬季) 第56回                       | 野島伸司                                                   | 《沒有玫瑰的花店》                    |
| 2008 (冬季) 第56回                       | 飯田讓治                                                   | 《明天的喜多善男》                    |
| 2008 (冬季) 第56回                       | 金城一紀                                                   | 《SP特勤型男》                        |
| 2008 (春季) 第57回                       | 淺野妙子                                                   | 《Last Friends》                      |
| 2008 (春季) 第57回                       | 橋部敦子                                                   | 《熟女在身邊》                        |
| 2008 (春季) 第57回                       | 福田靖                                                     | 《CHANGE》                            |
| 2008 (夏季) 第58回                       | 古澤良太                                                   | 《怪胎刑警》                          |
| 2008 (夏季) 第58回                       | 泉吉紘                                                     | 《不良學園》                          |
| 2008 (夏季) 第58回                       | 福田雄一                                                   | 《33分鐘偵探》                        |
| 2008 (秋季) 第59回                       | 宮藤官九郎                                                 | 《流星之絆》                          |
| 2008 (秋季) 第59回                       | 田淵久美子                                                 | 《NHK大河劇｜篤姬》                   |
| 2008 (秋季) 第59回                       | 倉本聰                                                     | 《風之花園》                          |
| 2009 (冬季) 第60回                       | 山田太一                                                   | 《最平凡的奇蹟》                      |
| 2009 (冬季) 第60回                       | 岡田惠和                                                   | 《錢與罪》                            |
| 2009 (冬季) 第60回                       | 輿水泰弘、德永富彥、岩下悠子、渡邊雄介、櫻井武晴           | 《相棒 第七季》                       |
| 2009 (春季) 第61回                       | 尾崎將也                                                   | 《白色之春》                          |
| 2009 (春季) 第61回                       | 林宏司、西平晃太                                           | 《BOSS女王》                          |
| 2009 (春季) 第61回                       | 高橋麻紀、吉本昌弘                                         | 《教我愛的一切》                      |
| 2009 (夏季) 第62回                       | 大森美香                                                   | 《零秒出手》                          |
| 2009 (夏季) 第62回                       | 古家和尚                                                   | 《極道幫幫忙》                        |
| 2009 (夏季) 第62回                       | 二木洋樹、一色伸幸、高山直也、林誠人                       | 《急診室女醫生2》                     |
| 2009 (秋季) 第63回                       | 森下佳子                                                   | 《仁醫》                              |
| 2009 (秋季) 第63回                       | 古澤良太                                                   | 《外事警察》                          |
| 2009 (秋季) 第63回                       | 大石靜                                                     | 《婦產科的女醫生》                    |
| 2010 (冬季) 第64回                       | 輿水泰弘、櫻井武晴、戶田山雅司、古澤良太、德永富彥、太田愛 | 《相棒 第八季》                       |
| 2010 (冬季) 第64回                       | 橋部敦子                                                   | 《不毛地帶》                          |
| 2010 (冬季) 第64回                       | 遊川和彥                                                   | 《女人不妥協》                        |
| 2010 (春季) 第65回                       | 坂元裕二                                                   | 《2個媽媽》                           |
| 2010 (春季) 第65回                       | 井上由美子                                                 | 《同窗會》                            |
| 2010 (春季) 第65回                       | 真野勝成、牧野圭祐                                         | 《新參者》                            |
| 2010 (夏季) 第66回                       | 宮藤官九郎                                                 | 《刑警自戀狂》                        |
| 2010 (夏季) 第66回                       | 山本睦                                                     | 《NHK晨間劇｜鬼太郎之妻》             |
| 2010 (夏季) 第66回                       | 大根仁                                                     | 《草食男之桃花期》                    |
| 2010 (秋季) 第67回                       | 西荻弓繪                                                   | 《超能力事件簿》                      |
| 2010 (秋季) 第67回                       | 橋部敦子                                                   | 《打工仔買房記》                      |
| 2010 (秋季) 第67回                       | 大石靜                                                     | 《第二處女》                          |
| 2011 (冬季) 第68回                       | 櫻井武晴、輿水泰弘、古澤良太、太田愛、戶田山雅司           | 《相棒 第九季》                       |
| 2011 (冬季) 第68回                       | 寺田敏雄、今井雅子、關繪理香                               | 《NHK晨間劇｜幸福鐵板燒》             |
| 2011 (冬季) 第68回                       | 伴一彥                                                     | 《女警好愛嗅》                        |
| 2011 (春季) 第69回                       | 森下佳子                                                   | 《仁醫【第二部】》                    |
| 2011 (春季) 第69回                       | 櫻井剛、阿相久美子                                         | 《寶貝的生活守則》                    |
| 2011 (春季) 第69回                       | 渡邊千穗                                                   | 《媽媽們的戰爭》                      |
| 2011 (夏季) 第70回                       | 坂元裕二                                                   | 《儘管如此也要活下去》                |
| 2011 (夏季) 第70回                       | 岡田惠和                                                   | 《NHK晨間劇｜陽子》                   |
| 2011 (夏季) 第70回                       | 福田雄一                                                   | 《勇者義彥和魔王之城》                |
| 2011 (秋季) 第71回                       | 遊川和彥                                                   | 《家政婦女王》                        |
| 2011 (秋季) 第71回                       | 西田征史                                                   | 《妖怪人間貝姆》                      |
| 2011 (秋季) 第71回                       | 宮藤官九郎                                                 | 《還有第11人!》                       |
| 2012 (冬季) 第72回                       | 岡田惠和                                                   | 《倒數第二次戀愛》                    |
| 2012 (冬季) 第72回                       | 渡邊綾                                                     | 《NHK晨間劇｜糸子的洋裝店》           |
| 2012 (冬季) 第72回                       | 野島伸司                                                   | 《理想母子》                          |
| 2012 (春季) 第73回                       | 古澤良太                                                   | 《王牌大律師》                        |
| 2012 (春季) 第73回                       | 櫻井武晴                                                   | 《自閉天才ATARU》                     |
| 2012 (春季) 第73回                       | 相澤友子、仁志光佑、岡田道尚                               | 《上鎖的房間》                        |
| 2012 (夏季) 第74回                       | 尾崎將也                                                   | 《NHK晨間劇｜小梅醫生》               |
| 2012 (夏季) 第74回                       | 安達奈緒子                                                 | 《多金社長小資女》                    |
| 2012 (夏季) 第74回                       | 泉吉紘                                                     | 《特別國稅徵收官》                    |
| 2012 (秋季) 第75回                       | 大森壽美男                                                 | 《我的學生是惡夢》                    |
| 2012 (秋季) 第75回                       | 湊佳苗                                                     | 《高中入學考》                        |
| 2012 (秋季) 第75回                       | 是枝裕和                                                   | 《Going My Home》                     |
| 2013 (冬季) 第76回                       | 坂元裕二                                                   | 《離婚萬歲》                          |
| 2013 (冬季) 第76回                       | 岡田惠和                                                   | 《不准哭，小原》                      |
| 2013 (冬季) 第76回                       | 森下佳子                                                   | 《父子情深》                          |
| 2013 (春季) 第77回                       | 武藤將吾                                                   | 《家族遊戲》                          |
| 2013 (春季) 第77回                       | 中谷麻由美                                                 | 《灰姑娘拉警報》                      |
| 2013 (春季) 第77回                       | 野木亞紀子                                                 | 《公關室愛情》                        |
| 2013 (夏季) 第78回                       | 宮藤官九郎                                                 | 《NHK晨間劇｜小海女》                 |
| 2013 (夏季) 第78回                       | 八津弘幸                                                   | 《半澤直樹》                          |
| 2013 (夏季) 第78回                       | 坂元裕二                                                   | 《我的超人媽媽》                      |
| 2013 (秋季) 第79回                       | 古澤良太                                                   | 《王牌大律師2》                       |
| 2013 (秋季) 第79回                       | 泉吉紘                                                     | 《黑河內》                            |
| 2013 (秋季) 第79回                       | 中園美保、林誠人、寺田敏雄、武井彩                         | 《派遣女醫X 第2部》                   |
| 2014 (冬季) 第80回                       | 森下佳子                                                   | 《NHK晨間劇｜多謝款待》               |
| 2014 (冬季) 第80回                       | 松田沙也                                                   | 《明天，媽媽不在》                    |
| 2014 (冬季) 第80回                       | 橋部敦子                                                   | 《我存在的時間》                      |
| 2014 (春季) 第81回                       | 金城一紀                                                   | 《靈異界限》                          |
| 2014 (春季) 第81回                       | 岡田惠和                                                   | 《續‧倒數第二次的戀愛》               |
| 2014 (春季) 第81回                       | 仁志光佑                                                   | 《吶喊正義》                          |
| 2014 (夏季) 第82回                       | 井上由美子                                                 | 《午後人妻》                          |
| 2014 (夏季) 第82回                       | 中園美保                                                   | 《NHK晨間劇｜花子與安妮》             |
| 2014 (夏季) 第82回                       | 福田靖                                                     | 《HERO 2》                            |
| 2014 (秋季) 第83回                       | 宮藤官九郎                                                 | 《SORRY青春！》                       |
| 2014 (秋季) 第83回                       | 笨蛋節奏                                                   | 《型男的時光之旅》                    |
| 2014 (秋季) 第83回                       | 奧寺佐渡子                                                 | 《為了N》                             |
| 2015 (冬季) 第84回                       | 古澤良太                                                   | 《約會大作戰》                        |
| 2015 (冬季) 第84回                       | 坂元裕二                                                   | 《問題餐廳》                          |
| 2015 (冬季) 第84回                       | 羽原大介                                                   | 《NHK晨間劇｜阿政與愛莉》             |
| 2015 (春季) 第85回                       | 森下佳子                                                   | 《天皇御廚》                          |
| 2015 (春季) 第85回                       | 黑岩勉                                                     | 《歡迎來我家》                        |
| 2015 (春季) 第85回                       | 大森壽美男                                                 | 《64》                                |
| 2015 (夏季) 第86回                       | 西荻弓繪                                                   | 《人民之王》                          |
| 2015 (夏季) 第86回                       | 岡田惠和                                                   | 《根性青蛙》                          |
| 2015 (夏季) 第86回                       | 內館牧子                                                   | 《職場新女王》                        |
| 2015 (秋季) 第87回                       | 八津弘幸、稻葉一廣                                         | 《下町火箭》                          |
| 2015 (秋季) 第87回                       | 佐藤嗣麻子                                                 | 《警報：奪命紅顏》                    |
| 2015 (秋季) 第87回                       | 山本睦、坪田文                                             | 《天才婦科醫》                        |
| 2016 (冬季) 第88回                       | 大森美香                                                   | 《NHK晨間劇｜阿淺》                   |
| 2016 (冬季) 第88回                       | 坂元裕二                                                   | 《那一年我們談的那場戀愛》            |
| 2016 (冬季) 第88回                       | 濱田秀哉                                                   | 《直美與加奈子》                      |
| 2016 (春季) 第89回                       | 宮藤官九郎                                                 | 《寬鬆世代又怎樣》                    |
| 2016 (春季) 第89回                       | 野木亞紀子                                                 | 《重版出來 !》                        |
| 2016 (春季) 第89回                       | 金子茂樹                                                   | 《談戀愛世界難》                      |
| 2016 (夏季) 第90回                       | 西田征史                                                   | 《NHK晨間劇｜大姊當家》               |
| 2016 (夏季) 第90回                       | 大石靜                                                     | 《房仲女王》                          |
| 2016 (夏季) 第90回                       | 秦建日子                                                   | 《然後，所有人都消失了》              |
| 2016 (秋季) 第91回                       | 三谷幸喜                                                   | 《NHK大河劇｜真田丸》                 |
| 2016 (秋季) 第91回                       | 野木亞紀子                                                 | 《月薪嬌妻》                          |
| 2016 (秋季) 第91回                       | 笨蛋節奏                                                   | 《黑色十人之女》                      |
| 2017 (冬季) 第92回                       | 坂元裕二                                                   | 《四重奏》                            |
| 2017 (冬季) 第92回                       | 後藤法子                                                   | 《謊言戰爭》                          |
| 2017 (冬季) 第92回                       | 鈴木收                                                     | 《奪愛之冬》                          |
| 2017 (春季) 第93回                       | 奧寺佐渡子、清水友佳子                                     | 《反轉》                              |
| 2017 (春季) 第93回                       | 金城一紀                                                   | 《CRISIS 特別搜查隊》                 |
| 2017 (春季) 第93回                       | 吉澤智子                                                   | 《我可能沒那麼愛你》                  |
| 2017 (夏季) 第94回                       | 岡田惠和                                                   | 《NHK晨間劇｜少女的時代》             |
| 2017 (夏季) 第94回                       | 倉本聰                                                     | 《寧靜之鄉》                          |
| 2017 (夏季) 第94回                       | 遊川和彥                                                   | 《過保護小姐》                        |
| 2017 (秋季) 第95回                       | 宮藤官九郎                                                 | 《監獄公主》                          |
| 2017 (秋季) 第95回                       | 八津弘幸、吉田真侑子                                       | 《陸王》                              |
| 2017 (秋季) 第95回                       | 森下佳子                                                   | 《NHK大河劇｜女城主直虎》             |
| 2018 (冬季) 第96回                       | 野木亞紀子                                                 | 《法醫女王》                          |
| 2018 (冬季) 第96回                       | 坂元裕二                                                   | 《anone》                             |
| 2018 (冬季) 第96回                       | 中古真由美                                                 | 《嬌妻芳鄰問題多》                    |
| 2018 (春季) 第97回                       | 德尾浩司                                                   | 《大叔之愛》                          |
| 2018 (春季) 第97回                       | 古澤良太                                                   | 《信用詐欺師JP》                      |
| 2018 (春季) 第97回                       | 丑尾健太郎                                                 | 《黑色止血鉗》                        |
| 2018 (夏季) 第98回                       | 森下佳子                                                   | 《女強人小媽》                        |
| 2018 (夏季) 第98回                       | 北川悅吏子                                                 | 《NHK晨間劇｜半邊藍天》               |
| 2018 (夏季) 第98回                       | 本多孝好、金城一紀、瀧本智行、青島武、德永富彥、渡邊雄介   | 《刪除人生》                          |
| 2018 (秋季) 第99回                       | 大石靜                                                     | 《大戀愛～與忘記我的你》              |
| 2018 (秋季) 第99回                       | 野木亞紀子                                                 | 《非獸性男女》                        |
| 2018 (秋季) 第99回                       | 金子亞里沙                                                 | 《中學聖日記》                        |
| 2019 (冬季) 第100回                      | 武藤將吾                                                   | 《3年A班當人質》                      |
| 2019 (冬季) 第100回                      | 福田靖                                                     | 《NHK晨間劇｜泡麵之王》               |
| 2019 (冬季) 第100回                      | 吉澤智子                                                   | 《初戀那天所讀的故事》                |
| 2019 (春季) 第101回                      | 安達奈緒子                                                 | 《昨日的美食》                        |
| 2019 (春季) 第101回                      | 奧寺佐渡子、清水友佳子                                     | 《OL不加班》                          |
| 2019 (春季) 第101回                      | 三浦直之                                                   | 《腐女無意間跟Gay告白》               |
| 2019 (夏季) 第102回                      | 福原充則                                                   | 《輪到你了 反擊篇》                   |
| 2019 (夏季) 第102回                      | 大島里美                                                   | 《自然捲小姐放長假》                  |
| 2019 (夏季) 第102回                      | 大森壽美男                                                 | 《NHK晨間劇｜夏空》                   |
| 2019 (秋季) 第103回                      | 金子茂樹                                                   | 《我的事說來話長》                    |
| 2019 (秋季) 第103回                      | 黑岩勉                                                     | 《天才主廚餐廳》                      |
| 2019 (秋季) 第103回                      | 宮藤官九郎                                                 | 《NHK大河劇｜韋駄天～東京奧運故事～》 |
| 2020 (冬季) 第104回                      | 高橋麻紀                                                   | 《忒修斯之船》                        |
| 2020 (冬季) 第104回                      | 水橋文美江                                                 | 《NHK晨間劇｜緋紅》                   |
| 2020 (冬季) 第104回                      | 大石靜                                                     | 《不知道也無妨》                      |
| 2020 (春夏季) 第105回                    | 野木亞紀子                                                 | 《MIU404》                            |
| 2020 (春夏季) 第105回                    | 丑尾健太郎                                                 | 《半澤直樹》                          |
| 2020 (春夏季) 第105回                    | 德尾浩司、山下昴                                           | 《我的家政夫渚先生》                  |
| 2020 (秋季) 第106回                      | 大根仁、樋口卓治                                           | 《共演NG》                            |
| 2020 (秋季) 第106回                      | 清水友佳子、嶋田嬉葉、吉田照幸                             | 《NHK晨間劇｜歡呼》                   |
| 2020 (秋季) 第106回                      | 神森萬里江、青塚美穗                                       | 《愛情加溫》                          |
| 2021 (冬季) 第107回                      | 宮藤官九郎                                                 | 《我家的故事》                        |
| 2021 (冬季) 第107回                      | 森下佳子                                                   | 《天國與地獄》                        |
| 2021 (冬季) 第107回                      | 池端俊策、前川洋一、岩本真耶、河本瑞貴                     | 《NHK大河劇｜麒麟來了》               |
| 2021 (春季) 第108回                      | 坂元裕二                                                   | 《大豆田永久子與三個前夫》            |
| 2021 (春季) 第108回                      | 金子茂樹                                                   | 《喜劇開場》                          |
| 2021 (春季) 第108回                      | 田中真一、西條光利                                         | 《名偵探主廚》                        |
| 2021 (夏季) 第109回                      | 根本非翟                                                   | 《女警執勤中》                        |
| 2021 (夏季) 第109回                      | 黑岩勉                                                     | 《TOKYO MER東京救難英雄》             |
| 2021 (夏季) 第109回                      | Magy                                                       | 《＃家族募集中》                      |
| 2021 (秋季) 第110回                      | 奧寺佐渡子、清水友佳子                                     | 《最愛》                              |
| 2021 (秋季) 第110回                      | 大森美香                                                   | 《NHK大河劇｜直衝青天》               |
| 2021 (秋季) 第110回                      | 松田裕子                                                   | 《不良少年與白手杖女孩》              |
| 2022 (冬季) 第111回                      | 藤本有紀                                                   | 《NHK晨間劇｜Come Come Everybody》    |
| 2022 (冬季) 第111回                      | 相澤友子                                                   | 《勿說是推理》                        |
| 2022 (冬季) 第111回                      | 山口雅俊                                                   | 《喂!!帥哥》                          |
| 2022 (春季) 第112回                      | 黑岩勉                                                     | 《MY FAMILY》                         |
| 2022 (春季) 第112回                      | 金澤達也                                                   | 《難破MG5》                           |
| 2022 (春季) 第112回                      | 吉田玲子                                                   | 《17歲的帝國》                        |
| 2022 (夏季) 第113回                      | 坂元裕二                                                   | 《初戀的惡魔》                        |
| 2022 (夏季) 第113回                      | 西田征史                                                   | 《石子與羽男：這種事能告嗎？》        |
| 2022 (夏季) 第113回                      | 櫻井剛                                                     | 《你的東西在這裡》                    |
| 2022 (秋季) 第114回                      | 三谷幸喜                                                   | 《NHK大河劇｜鎌倉殿的13人》           |
| 2022 (秋季) 第114回                      | 生方美久                                                   | 《Silent》                            |
| 2022 (秋季) 第114回                      | 渡邊綾                                                     | 《Elpis-是希望還是災禍-》             |
| 2023 (冬季) 第115回                      | 笨蛋節奏                                                   | 《重啟人生》                          |
| 2023 (冬季) 第115回                      | 森下佳子                                                   | 《大奧 第一季》                       |
| 2023 (冬季) 第115回                      | 後藤法子                                                   | 《陷阱戰爭》                          |
| 2023 (春季) 第116回                      | 黑岩勉                                                     | 《Last Man-全盲搜查官-》              |
| 2023 (春季) 第116回                      | 今井太郎                                                   | 《但是，還保有熱情》                  |
| 2023 (春季) 第116回                      | 岡田惠和                                                   | 《關於週日晚上》                      |
| 2023 (夏季) 第117回                      | 八津弘幸、李正美、宮本勇人、山本奈奈                       | 《VIVANT》                            |
| 2023 (夏季) 第117回                      | 長田育惠                                                   | 《NHK晨間劇｜爛漫》                   |
| 2023 (夏季) 第117回                      | 茶花正孝                                                   | 《最好的老師》                        |
| 2023 (秋季) 第118回                      | 金子茂樹                                                   | 《沒有暖桌的家》                      |
| 2023 (秋季) 第118回                      | 生方美久                                                   | 《至愛之花》                          |
| 2023 (秋季) 第118回                      | 相澤友子                                                   | 《SEXY田中小姐》                      |
| 2024 (冬季) 第119回                      | 宮藤官九郎                                                 | 《極度不妥！》                        |
| 2024 (冬季) 第119回                      | 足立绅、櫻井剛                                             | 《NHK晨間劇｜布基烏基》               |
| 2024 (冬季) 第119回                      | 藤井清美                                                   | 《大叔的內褲怎樣都無所謂！》          |
| 2024 (春季) 第120回                      | 篠崎繪里子                                                 | 《Unmet 某腦外科醫的日記》            |
| 2024 (春季) 第120回                      | 山本奈奈、李正美、宮本勇人、福田哲平                       | 《反英雄》                            |
| 2024 (春季) 第120回                      | 長田育惠                                                   | 《燕子未歸》                          |
| 2024 (夏季) 第121回                      | 宮藤官九郎                                                 | 《新宿野戰醫院》                      |
| 2024 (夏季) 第121回                      | 吉田惠里香                                                 | 《NHK晨間劇｜如虎添翼》               |
| 2024 (夏季) 第121回                      | 蛭田直美                                                   | 《那孩子的孩子》                      |
| 2024 (秋季) 第122回                      | 黑岩勉                                                     | 《全領域異常解決室》                  |
| 2024 (秋季) 第122回                      | 野木亞紀子                                                 | 《海中沉睡的鑽石》                    |
| 2024 (秋季) 第122回                      | 德尾浩司、一戶慶乃                                         | 《獅子的藏身處》                      |
| 2025 (冬季) 第123回                      | 笨蛋節奏                                                   | 《熱點》                              |
| 2025 (冬季) 第123回                      | 詩森蘆馬                                                   | 《御上老師》                          |
| 2025 (冬季) 第123回                      | 金澤知樹                                                   | 《東京沙拉碗》                        |

## 軼事
- 第8回出現兩部劇劇本並列獲獎之情況，為該屆首例
- 笨蛋節奏首部劇劇本《型男的時光之旅》於第83回提名最佳劇本，該回也以提名之作品獲得特別獎，是首位以初執筆劇本為由拿下特別獎的編劇家
- 由於2019冠狀病毒病日本疫情影響，為防止劇組於拍攝期間感染新冠病毒，一些作品原本已定檔播出或正在播出，改為播到某一話先停播再擇期復播的模式。因此，2020年春季和夏季日劇學院賞合併為第105回舉辦

## 外部連結
- 日劇學院賞獲獎名單 （页面存档备份，存于）